# Jean-Baptiste Lavastre
Jean-Baptiste Lavastre (Nîmes, 24 agosto 1839 – Parigi, 24 aprile 1891) è stato un pittore francese, paesaggista e scenografo teatrale.

## Biografia
Fu allievo di Édouard Desplechin nel 1854 quando aveva solo quindici anni (ne divenne poi socio dal 1864 al 1870) e poi rilevò la bottega con suo fratello Antoine e Eugène Carpezat. Essi lavorarono per l'Opéra Garnier, per la Comédie-Française  e per l'Opéra-Comique a Parigi.
Per l'Opéra Le Peletier realizzarono le scene per Hamlet di Ambroise Thomas, Don Giovanni di Mozart, L'Africaine di Giacomo Meyerbeer e il balletto Coppélia ou la Fille aux yeux d'émail di Arthur Saint-Léon e Léo Delibes. L'Opéra-Comique, della quale affrescò il soffitto, gli commissionò le scene di Jean de Nivelle e di Lakmé di Léo Delibes, di Manon di Jules Massenet e de I racconti di Hoffmann di Jacques Offenbach.
Affrescò, tra gli altri, il soffitto del théâtre de l'Ambigu-Comique.
Nel 1871, visse al 2 rue des Trois-Frères a Parigi. Suo allievo fu il pittore Jules-Alexandre Grün.

## Esposizioni
- 1869: Les Garrigues, environ de Nîmes ;
- 1872: Bords de la Méditerranée ;
- 1873: Une carrière près de Nîmes.